# Jorge Garrido
Jorge Ernesto Garrido (Buenos Aires, 1903 - Buenos Aires, ca. 1985) fue un abogado argentino que ejerció durante más de treinta años el cargo de escribano general de Gobierno de la Nación y en 1975 fue ministro de Defensa Nacional durante la presidencia de María Estela Martínez de Perón.

## Biografía
Se recibió de abogado en la Universidad de Buenos Aires en 1925 y fue nombrado Escribano General de Gobierno de la Nación en 1940, a la muerte de su padre, Enrique Garrido. Ejerció ese cargo durante treinta y cuatro años, período durante el cual suscribió los juramentos de diecinueve presidentes y más de cuatrocientos ministros.
Era amigo de Benito Quinquela Martín y en 1959 logró la creación de la Calle Caminito en el barrio porteño de La Boca. En 1965 fundó el Museo Notarial Argentino, que inicialmente sólo contenía sus donaciones. Fue también presidente del Instituto Argentino de Museología y Director del Museo de Armas de la Nación, y en 1977 fundó el Instituto de Investigaciones Históricas de la Manzana de las Luces.
En 1975, la presidenta María Estela Martínez de Perón lo nombró ministro de Defensa, con la intención de que oficiara de intermediario con las Fuerzas Armadas, aunque terminó oficiando como vocero de las mismas, y presionando a la presidenta en nombre de estas. Tuvo un papel preponderante en la expulsión del gobierno de José López Rega. Renunció a su cargo a fines de ese mismo año.
Falleció en 1985.

## Obra escrita
Entre los libros que publicó merecen citarse:
- La tradición de la cosa vendida y el pago del precio, como requisitos para disponer de un bien (1940)
- Un ganadero del siglo pasado: biografía de don Alberto Santamarina (1941)
- Licitaciones Públicas (1941)